# Otto Kusunan
Otto Kusunan (29 luglio 1993) è un calciatore papuano, difensore dell'Hekari United.

## Carriera

### Club
Nella stagione 2015-2016 ha vinto il campionato con l'Hekari United, squadra con cui ha disputato anche tre partite della OFC Champions League.

### Nazionale
Con la Nazionale Under-20 ha disputato 2 partite nell'OFC Under-20 Championship 2013. Ha poi partecipato, con la Nazionale maggiore, alla Coppa delle nazioni oceaniane 2016.

## Palmarès

### Club

#### Competizioni nazionali
- Campionato di calcio della Papua Nuova Guinea: 1

Hekari United: 2015-2016